# بستنة صديقة للمناخ

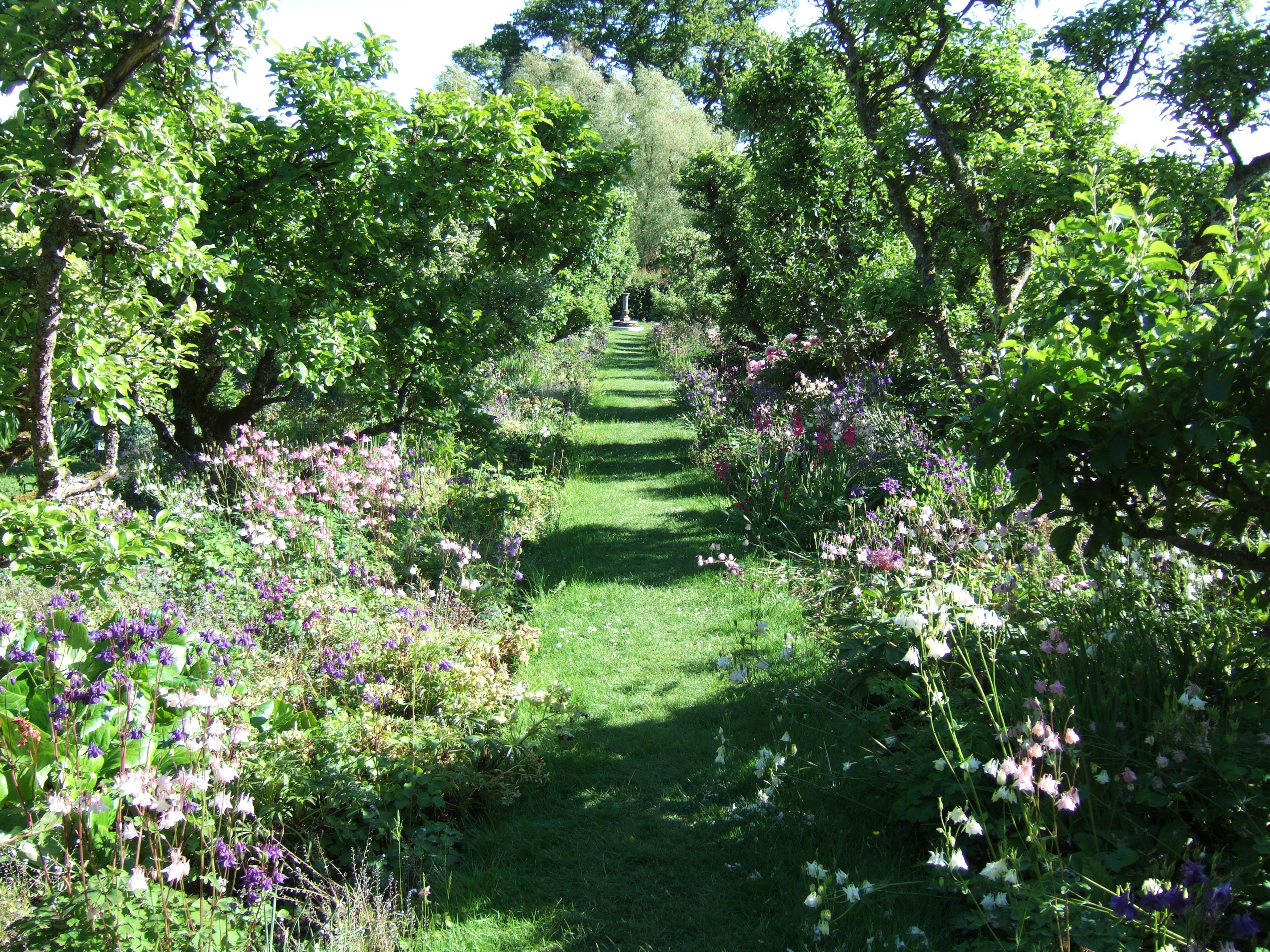

البستنة الصديقة للمناخ هي زراعة الحدائق التي تحد من انبعاث الغازات الدفيئة منها وتحفز التربة والنباتات على امتصاص غاز ثنائي أكسيد الكربون من أجل المساعدة في الحد من ظاهرة الاحتباس الحراري. أن يكون البستاني صديقاً للمناخ يعني أن يفكر في كل ما يحدث في الحديقة وفي المواد التي يجب أن يجلبها إليها وتأثير كل ذلك على استخدام الأرض والمناخ، كما يمكن أن يتضمن ذلك مواصفات الحديقة أو الأنشطة التي تساعد على الحد من انبعاثات الغازات الدفيئة في أماكن أخرى.

## استخدام الأرض والغازات الدفيئة
تأتي معظم الغازات الدفيئة المسببة لتغير المناخ من احتراق الوقود الأحفوري، إذ قدر أحد التقارير الخاصة باللجنة الدولية للتغيرات المناخية المعنية بتغير المناخ أن إنتاج الوقود الأحفوري والاسمنت في السنوات المئة والخمسين الماضية، كانا المسؤولين عن نحو ثلثي الأسباب لتغير المناخ فقط، بينما شكل استخدام الأرض من قبل البشر الثلث الآخر.
يعتبر كل من غاز ثنائي أكسيد الكربون والميثان وأكسيد النيتروز، الغازات الدفيئة الرئيسية الثلاثة الناتجة عن الاستخدام غير المستدام للأراضي. يمكن أيضاً أن يتشكل الكربون الأسود أو السناج بسبب الاستخدام غير المستدام للأراضي، وعلى الرغم من كونه ليس غازاً إلا أنه يساهم مثل الغازات الدفيئة في تغير المناخ.

### ثنائي أكسيد الكربون
ثنائي أكسيد الكربون ذو الصيغة الكيميائية CO2، هو جزء طبيعي من دورة الكربون، ولكن استخدام البشر للأرض أدى إلى زيادة كميته، وخاصة إقدام البشر على تدمير البيئة والحراثة، فعندما تتحول الأراضي الخشبية والمناطق الرطبة والمواطن الطبيعية الأخرى إلى مراعي وأراضٍ صالحة للزراعة ومبانٍ وطرق، يتحول كربون التربة والغطاء النباتي إلى كمية إضافية من غاز ثنائي أكسيد الكربون والميتان مما يساهم في حبس المزيد من الحرارة في الغلاف الجوي.
يتسبب المزارعون في زيادة كمية غاز ثنائي أكسيد الكربون من خلال العديد من الطرق:
- استخدام الخث أو سماد التربة الذي يحتوي على الخث.[1][10][11][12]
- شراء أثاث الحدائق أو المنتجات الخشبية الأخرى المصنوعة من خشب الغابات التي يدمرونها بدلاً من اعتبارها محاصيلاً وموارداً متجددة يجب أن تُدار بطريقة مستدامة.[3]
- حفر التربة وتركها عارية بحيث يتأكسد الكربون الموجود في المادة العضوية في التربة.
- استخدام أدوات التشغيل التي تحرق الوقود الأحفوري أو تستخدم الكهرباء التي تتولد عن طريق حرق الوقود الأحفوري.[13][12]
- استخدام مدفأة الفناء.
- تدفئة الدفيئة الزراعية عن طريق حرق الوقود الأحفوري أو عن طريق الكهرباء التي تتولد من حرق الوقود الأحفوري.
- حرق مخلفات الأشجار المقلمة والأعشاب الضارة من خلال إضرام النار فيها.
- شراء الأدوات ومبيدات الآفات والأسمدة النتروجينية الصناعية (إذ يُنتج أكثر من 2 كيلوغراماً من ثنائي أكسيد الكربون في تصنيع كل كيلوغرام من نترات الأمونيوم)، وغيرها من المواد الأخرى التي تُصنع باستخدام الوقود الأحفوري.[14][15][16][12]
- تدفئة ومعالجة المسابح من خلال إحراق الوقود الأحفوري أو باستخدام الكهرباء التي تتولد عن إحراق الوقود الأحفوري.
- سقاية الحدائق بواسطة مياه الصنوبر التي تجري معالجتها بحرق الوقود الأحفوري، إذ يبلغ تأثير الغازات الدفيئة نحو 1 كيلوغراماً من مكافئ ثنائي أكسيد الكربون في متر مكعب من الماء.[17][18]

كما يعتبر المزارعون مسؤولين أيضاً عن الزيادة في كمية ثنائي أكسيد الكربون بشرائهم منتجات الحدائق التي تصل إليهم بواسطة المركبات التي تعمل من خلال احتراق الوقود الأحفوري.
أعمال البستنة بهدف التقليل من انبعاث الغازات الدفيئة وامتصاص غز ثنائي أكسيد الكربون.
يوجد العديد من الطرق التي قد يعمل بها المزارعون أصدقاء المناخ للحد من مساهمتهم في تغيير المناخ، ومساعدة حدائقهم على امتصاص غاز ثنائي أكسيد الكربون من الغلاف الجوي.
يمكن للمزارعين أصدقاء المناخ إيجاد أفكاراً جيدة فيما يتعلق بالأساليب المستدامة منها:
- الحراجة الزراعية
- بستنة الغابات
- البساتين
- الزراعة العضوية
- الزراعة المعمرة
- حدائق الأمطار
- البستنة العضوية النباتية\
- البستنة الجافة
- حديقة الحياة البرية

## حماية وتعزيز مخازن الكربون
تشمل البستنة الصديقة للمناخ اتخاذ إجراءات حماية لمخازن الكربون التي تتجاوز الحدائق، إذ تتواجد أكبر مخازن الكربون في التربة، وتعتبر الغابات والأراضي الرطبة أكبر المواطن الطبيعية الغنية بمخازن الكربون بالهكتار الواحد، كما تمتص الأخشاب كمية أكبر من غاز ثنائي أكسيد الكربون في الهكتار الواحد سنوياً من الكمية التي تمتصها معظم المواطن الطبيعية الأخرى. لذلك يسعى المزارعون أصدقاء المناخ إلى ضمان عدم إلحاق أي ضرر بهذه المواطن البيئية.
بحسب موريسون وموركروفت محررا «نمو النبات وتغير المناخ»، فإن صافي الإنتاج الأولي (صافي كمية الكربون الممتصة كل عام) لمختلف المواطن الطبيعية هي:
- الغابات الاستوائية: 12.5 طناً من الكربون لكل هكتار في السنة.
- الغابات المعتدلة: 7.7 طناً من الكربون لكل هكتار في السنة.
- الأراضي العشبية: 3.7 طناً من الكربون لكل هكتار في السنة.
- الأراضي العشبية: 3.1 طناً من الكربون لكل هكتار في السنة.

## حماية مخازن الكربون في الأراضي الرطبة
يختار المزارعون أصدقاء المناخ تركيبات خالية من الخث لأن أكبر مخازن الكربون على كوكب الأرض توجد في التربة، وخصوصاً في تربة الأراضي الخثية في الأراضي الرطبة.
جاء في التقرير الخاص باستخدام الأراضي الصادر عن اللجنة الدولية للتغيرات المناخية، تحت عنوان «التغير في استخدام الأراضي والغابات» في عام 2011 إلى أن هنالك 1 غيغا طن من الكربون الناتج عن مخزونات الكربون العالمية في 1 متر من الطبقة العليا من التربة، أي أنه أكثر بكثير من مخازن الكربون في الغطاء النباتي أو الغلاف الجوي.
يتجنب المزارعون أصدقاء البيئة استخدام مياه الصنوبر، ليس فقط بسبب الغازات الدفيئة التي تنبعث عند إحراق الوقود الأحفوري المستخدم في معالجة هذه المياه وضخها، بل لأنه إذا أُخذت المياه من الأراضي الرطبة فمن المرجح أن تتأكسد مخازن الكربون وتتحول إلى غاز ثنائي أكسيد الكربون.
لا تحتوي الحديقة صديقة المناخ على نباتات المروج التي تحتاج للري، بل تحتوي عوضاً عن ذلك على براميل لتجميع مياه الأمطار، وعلى النباتات التي تعيش على مياه الأمطار، وبالتالي فهي لا تحتاج للري بعد زراعتها مثل الأشجار والشجيرات والسياج النباتي الذي يُزرع بغرض حماية الحدائق من آثار الجفاف الذي ينتج عن الشمس والرياح، إضافةً إلى النباتات الأرضية ومغطيات التربة لحمايتها والحفاظ على رطوبتها.
يضمن المزارعون أصدقاء المناخ أن أية أسطح معبدة في حدائقهم (والتي ينشئونها بالحد الأدنى للحفاظ على مخازن الكربون والعمل على زيادة مخزونها)، ستكون قابلة للنفاذ، كما تساهم أيضاً في إنشاء الحدائق المطرية والمناطق الغارقة بالمياه. وتُجمع مياه الأمطار من المباني والأرصفة ويجري توجيهها بحيث تنتهي إلى المياه الجوفية بدلاً من الذهاب إلى مصارف المياه. يجب أن تكون النباتات الموجودة في الحدائق الممطرة قادرة على النمو في التربة الجافة والرطبة.

## حماية مخازن الكربون في الغابات
تخزن الأراضي الرطبة في الغالب القدر الأعظم من الكربون في التربة، بينما تخزن الغابات قدراً من الكربون في الكتلة الحيوية أكبر من أي نوع آخر من النباتات، وتأتي التربة بعد الأراضي الرطبة في تخزين القدر الأكبر من الكربون. وبالتالي يضمن المزارعون أصدقاء البيئة بأن أي منتجات خشبية سيشترونها، مثل أثاث الحدائق ستكون مصنوعة من خشب الغابات الذي يخضع للإدارة المستدامة.